# 西魚津站
西魚津站（日语：／ Nishi-Uozu eki */?）是隸屬於富山地方鐵道的鐵路車站，座落於富山縣魚津市，車站編號為T22，為無人站。本站主要停靠普通列車，急行列車以此站為分界，下行往宇奈月溫泉方向為各停，上行往電鐵富山方向為急行。
過往最後一班由宇奈月溫泉站開出的區間車，會以本站為終點站；但2016年時間表改正起，區間車縮短至新魚津站，自此再沒有任何區間車以本站為終點站。

## 車站結構

### 站房
建有一座以磚及木所砌成的站房一座。由開站至今一直使用。左側設有單車停泊場、公眾電話亭及郵箱。
進站後，右側為己棄用的原站務室，左側為候車室，開放式閘口設於入口的對面。通過閘口後，會先經過較廣寬、附設有上蓋的等候空間，轉右即為下行候車月台，當沿平道橫過路軌後，對面則為上行候車月台。

### 月台配置
設有側式月台2個，靠近站房為下行月台，遠離站房為上行月台，有效長長為4輛。從月台的基座可看到月台曾進行2次擴建。原來的月台基座以圓石及泥土所建成，中段一部份為全混凝土所建成，最遠離站房部份則採用鋼架所搭成。兩個月台均只有樓梯供上落，暫時未設有無障礙斜道。
下行月台的候車亭設於前端，與閘口前的等候空間上的屋簷上蓋相連，並設有候車座椅；而上行月台，同樣在樓梯口旁建有一個細小的候車亭，但不設座椅。月台其餘部份均為露天設計。
路軌設計與電鐵石田站相同，採用「直線入站、側線出站」的原理，即列車在入站前位於主線軌上，入站後，原來路軌變成另一端路軌的側線，出站時須放慢駛進另一端的路軌，形成兩線並無主副線之分別，與Ｙ型轉轍器的原理相同。
官方上月台一直以來均沒有標示月台編號，但在下行月台的候車亭上，多年來卻寫有有兩個白色反轉「Ｓ」字，與數字「２」相像，但是否跟月台編號有關則無法考證。
| 月台         | 路線  | 方向 | 目的地                         | 備註 |
| ------------ | ----- | ---- | ------------------------------ | ---- |
| （靠近站房） | ■本線 | 下行 | 電鐵黑部、舌山、宇奈月溫泉方向 |      |
| （遠離站房） | ■本線 | 上行 | 新魚津、電鐵富山方向           |      |

## 歷史
- 1936年6月5日：富山電氣鐵道將路線由越中中村站伸延至電鐵魚津站，本站作為中途站，開業[2]。
- 1943年1月1日：富山縣內所有私營鐵道公司合併，改稱「富山地方鐵道」，並承繼車站管理[3]。
- 2019年3月16日：增設車站編號[4]。

## 使用人數
「魚津市統計書（页面存档备份，存于）」只顯示全年使用該站人數的總數（上車、下車分開計算），固下列平均人數是採用以下的方法計算：
- （上車總人數＋下車總人數）÷（該年日數）＝（平均使用人數，取整數、四捨五入）

| 2007 | 30 | 29 | 59 | 162 |
| 2008 | 29 | 29 | 58 | 158 |
| 2009 | 26 | 27 | 53 | 145 |
| 2010 | 27 | 27 | 54 | 148 |
| 2011 | 27 | 28 | 55 | 151 |
| 2012 | 28 | 28 | 56 | 153 |
| 2013 | 26 | 29 | 55 | 151 |
| 2014 | 25 | 29 | 54 | 148 |
| 2015 | 26 | 30 | 56 | 153 |
| 2016 | 27 | 30 | 57 | 156 |

## 相鄰車站
富山地方鐵道
■本線
特急「宇奈月」、「阿爾卑斯」
通過
急行
滑川（T18）（早上一班上行加停早月加積（T20））－西魚津（T22）－電鐵魚津（T23）
普通
越中中村（T21）－西魚津（T22）－電鐵魚津（T23）

## 外部連結
- 富山地方鐵道西魚津站公式網頁。 （页面存档备份，存于）（日語）